# 賀抜岳
賀抜 岳（がばつ がく、生年不詳 - 534年）は、中国の北魏末の軍人。関中に地盤を築き、彼の作った軍閥は後の西魏・北周の基礎となった。字は阿斗泥。本貫は神武郡尖山県（現在の山西省忻州市神池県）。

## 経歴
武川軍主の賀抜度抜の子として生まれた。成長すると左右自在に騎射して、武勇は人にすぐれた。兵書を読まずに内容と合致していたため、知る者に不思議がられた。
524年、父や兄たちとともに衛可孤を殺害した後、広陽王元淵の下で帳内軍主となった。強弩将軍に任じられた。後に兄の賀抜勝とともに恒州に駐屯した。恒州が陥落すると、爾朱栄に帰順した。爾朱栄の下で別将となり、間もなく都督となった。爾朱栄や元天穆らとともに霊太后を排除する計画に参与した。
528年、孝明帝が急死すると、爾朱栄は兵を率いて洛陽に向かった。賀抜岳は兵2000を率いて先鋒となり、河陰に到着した。爾朱栄が朝士たちを殺害すると、都督の高歓らが爾朱栄に帝を称するよう勧めた。賀抜岳は爾朱栄が義兵を挙げてまだ功業を立てていないので、帝を称するに拙速であるとして反対した。賀抜岳の意見が容れられて、爾朱栄は孝荘帝を立てた。賀抜岳はまた高歓を殺すよう爾朱栄に勧めたが、これは聞き入れられなかった。功績により、前将軍・太中大夫に任じられ、樊城郷男の爵位を受けた。爾朱栄の下で前軍都督となり、葛栄を滏口で破った。平東将軍・金紫光禄大夫に転じた。事件に連座して免職されたが、間もなく復帰した。529年、元顥を討ち、左光禄大夫・武衛将軍に転じた。
530年、万俟醜奴が関中に侵入すると、賀抜岳は爾朱天光の下の副将として持節・衛将軍・左大都督となり、万俟醜奴を討つべく進発した。赤水蜀を渭北で破った。爾朱天光と賀抜岳が雍州に到着したとき、万俟醜奴は岐州を包囲し、その部下の尉遅菩薩・万俟仵らは渭水を渡って趨柵を囲んでいた。賀抜岳は1000騎を率いて趨柵の援軍に向かったが、趨柵はすでに陥落して、尉遅菩薩らは岐州に戻っていた。賀抜岳は軽騎800を率いて渭水を北に渡り、尉遅菩薩の歩騎2万と渭北で対陣した。賀抜岳は軽騎数十を率いて尉遅菩薩と川を隔てて言を交わし、互いに挑発しあった。翌日、賀抜岳は100騎あまりを率いて、川を隔てて対陣した。賀抜岳が前進するごとに、騎兵が増えていくように見せかけたので、尉遅菩薩らは賀抜岳の兵数を把握できなかった。賀抜岳は20里ばかり行って水深の浅いところを渡河して、東方に遁走するそぶりを見せた。尉遅菩薩らは賀抜岳を追い、南に渭水を渡り、軽騎で追撃した。賀抜岳は東方10数里のところの、横岡に伏兵を設けて待機させていた。尉遅菩薩らは隘路にはまって進軍は縦長になった。賀抜岳は回頭して戦い、敵の先頭を潰滅させると、敵は後退しようとして混乱し、賀抜岳は多くを捕らえ、また殺した。尉遅菩薩を捕らえると、また渭北に渡り、歩兵10000人あまりを降し、その輜重を奪った。
万俟醜奴は岐州を放棄して、安定に逃れ、平亭に防柵を設けた。爾朱天光は雍州から岐州に入って、賀抜岳と合流した。爾朱天光らは「いまは暑熱のときで征討の時期ではなく、秋を待って進軍しよう」と触れ回り、万俟醜奴はこの情報を信じて諸軍を岐州の北の百里細川に分遣して営農させ、侯伏侯元進に5000人を率いて防柵を立てて守らせた。賀抜岳は万俟醜奴が兵力を分散させたのを知ると、爾朱天光と謀って軽騎を先行させ、諸軍に後を続かせた。明け方に侯伏侯元進の柵を攻め落とし、侯伏侯元進を捕らえた。捕虜の兵士たちを解放すると残りの諸柵もことごとく降った。賀抜岳は涇州におもむくと、涇州刺史の侯幾長貴を降した。万俟醜奴は平亭を放棄して高平に逃れようとした。賀抜岳は軽騎で急追して、万俟醜奴を平涼の長坑で捕らえた。また高平の城中では蕭宝寅が捕らえられて降った。
万俟道洛が6000人を率いて、牽屯山に退却した。賀抜岳はこれを攻撃して破った。万俟道洛は1000騎を率いて逃亡し、略陽の王慶雲に投じた。爾朱天光と賀抜岳は王慶雲の水洛城を攻撃した。王慶雲と万俟道洛が城を出て決戦したので、爾朱天光らはともにこれを捕らえた。残党はみな降ったが、爾朱天光はことごとく穴埋めにして、死者は17000人に及んだ。三秦や河州・渭州・瓜州・涼州・鄯州はみな爾朱氏に帰順した。夏州の宿勤明達が平涼で降り、後に再び叛くと、賀抜岳はこれを討ち捕らえた。功績により車騎将軍を加えられ、爵位は伯に進んだ。間もなく都督涇北豳二夏四州諸軍事・涇州刺史に任じられ、爵位は公に進んだ。
爾朱天光が洛陽に入ると、賀抜岳は雍州刺史を代行した。長広王元曄が立つと、驃騎大将軍に任じられた。531年、節閔帝元恭が立つと、都督二岐東秦三州諸軍事・儀同三司・岐州刺史に任じられ、清水郡公に進んだ。まもなく侍中の位を加えられ、開府儀同三司に進み、尚書左僕射・隴右行台を兼ね、高平に駐屯した。532年、都督三雍三秦二岐二華十州諸軍事・雍州刺史を加えられた。高歓が信都で起兵すると、爾朱天光は高歓を討つ策を賀抜岳に諮問した。賀抜岳は爾朱氏の骨肉の争いを懸念して、関中に拠って根拠地を固めることを勧めた。しかし爾朱天光は聞き入れず、高歓に敗れた。賀抜岳は雍州におもむき、爾朱天光の弟の爾朱顕寿を捕らえて高歓に応じた。
孝武帝が即位すると、関中大行台の位を加えられた。533年、孝武帝は高歓を排除しようと図り、賀抜岳をたのんで都督二雍二華二岐豳四梁三益巴二夏蔚寧涇二十州諸軍事・大都督に任じた。高歓は賀抜岳兄弟の名声を憎んでおり、賀抜岳は危険を察知して宇文泰と結んだ。賀抜岳は自ら平涼の西の辺境におもむき、原州で馬を牧して身の安全を図った。費也頭の万俟洛・鉄勒の斛律沙門・斛抜弥俄突・紇豆陵伊利らはみな帰順した。秦州・南秦州・河州・渭州の四州の刺史は平涼で合流して、賀抜岳の節度を受けた。ただ霊州刺史の曹泥のみが召しに応じず、高歓に通じた。534年、賀抜岳は侯莫陳悦を高平に招き、曹泥を討つべく、侯莫陳悦を先鋒に任じた。侯莫陳悦は高歓と通じており、賀抜岳を陣営に誘って幕中で兵事を論じていたところ、婿の元洪景に賀抜岳を斬らせた。賀抜岳は侍中・太傅・録尚書事・都督関中三十州諸軍事・大将軍・雍州刺史の位を追贈され、諡を武壮といい、王礼で葬られた。
子の賀抜緯が後を嗣ぎ、西魏・北周に仕えて開府儀同三司・霍国公に進んだ。もうひとりの子の賀抜仲華は兄の賀抜勝の養子となった。

## 伝記資料
- 『魏書』巻80 列伝第68
- 『周書』巻14 列伝第6
- 『北史』巻49 列伝第37